# Enterro da Gata
O Enterro da Gata é uma festa académica da cidade de Braga, Portugal. Actualmente é organizada pela Associação Académica da Universidade do Minho. A Universidade Católica de Braga também participa neste evento académico.
A "gata" representa o indesejado insucesso escolar. É feito um velório em que a "Gata" é transportada pelas artérias da cidade de Braga seguida por um séquito que não pára de chorar a "finada". As festas têm a duração de uma semana e realizam-se todos os anos no início do mês de Maio.

## História
A primeira referência na imprensa relativamente ao "Enterro da Gata" reenvia-nos ao distante ano de 1889 e vem publicada no jornal "Aurora do Minho" com o título pomposo de "Enterro Xistoso". Lá se conta como um grupo de estudantes "para festejar o fim do ano e enterrar a gata" fizeram um "enterro xistoso e novo na espécie". Segundo a notícia Os estudantes de Braga no Jornal do Porto de 2 de Junho desse ano, o préstito fúnebre percorreu as ruas de São Marcos, do Hospital, Raio, Águas e Ponte, e o morto foi dado à sepultura na esplanada do monte Picoto.
A academia bracarense era então representada pelos estudantes do Liceu Nacional (hoje Escola Secundária Sá de Miranda), que estava sedeado no Convento dos Congregados. O primeiro interregno nas festividades aconteceu entre 1934/35 e 1959. Salazar usaria a mordaça para calar a irreverência aos minhotos. O luto decretado por Coimbra após as manifestações de 1969 levaria a segunda interrupção entre 1970 e 1989. No estudo solicitado em 1989 pela Associação Académica da Universidade do Minho ao director da Biblioteca Pública de Braga, Dr. Henrique Barreto Nunes, concluiu-se que o 1.º Enterro da Gata se havia realizado em Maio de 1889.
Assim, e passados exactamente 100 anos sobre o seu nascimento, era retomada a tradição, agora nas mãos dos estudantes da jovem Universidade do Minho.